# مرونة خطية

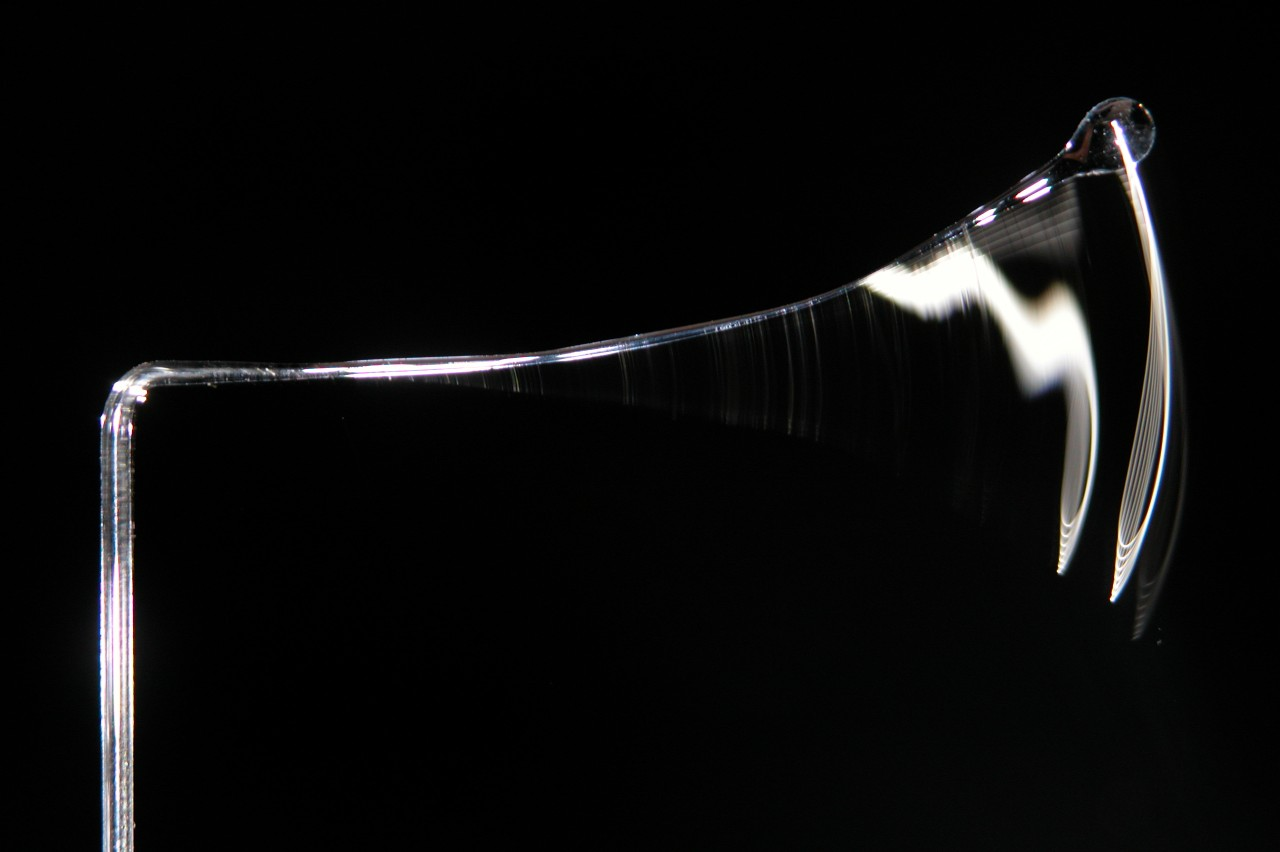

مرونة خطية (Linear elasticity) هي دراسة رياضية لكيفية تشوه (Deform) الأجسام الصلبة وتعرضها لاجهادات داخلية (Internally Stressed) نتيجة حمولات معينة. تعتمد المرونة الخطية على الفرضية الاستمرارية (Continuum Hypothesis) وتطبق عيانياً أو مجهرياً(بعض الأحيان).و المرونة الخطية هي تبسيط للنظرية الأكثر عموماً وهي نظرية المرونة الغير خطية (Nonlinear Theory of Elasticity) وهي فرع من الميكانيكا الاستمرارية (Continuum Mechanics).
الافتراضات الأساسية «الخطية (linearizing)» للمرونة الخطية هي:
- انفعالات (تشوهات) صغيرة.
- علاقة خطية بين مركبات الإجهاد والانفعال.
- المرونة الخطية لا تستخدم إلا في الاجهادات التي لا تصل لحد الخضوع.

و هذه الافتراضات معقولة بالنسبة للعديد من الموارد الهندسية والتصميم الهندسي. لذلك أُستخدمت بشكل واسع في قواعد التحليل أو هيكليته والتصميم الهندسي، وكثير من الأحيان تستخدم للمساعدة في تحليل العناصر المحدودة.

## الصيغة الرياضية
المرونة الخطية تقوم على أساس ثلاث معادلات تنسور تفاضلية جزئية لتوازن الزخم الخطي وست علاقات للانفعال - الإزاحة المتناهية الصغر. وإضافة إلى مجموعة المعادلات التفاضلية هناك مجموعة العلاقات الأساسية الجبرية الخطية.

### نموذج التنسور المباشر
في هذا النموذج والذي يكون مستقلا عن عملية اختيار الإحداثيات تكون المعادلات هي:
- معادلة الحركة، والتي تعبر عن قانون نيوتن الثاني:[1][1][1]

{\displaystyle {\boldsymbol {\nabla }}\cdot {\boldsymbol {\sigma }}+\mathbf {F} =\rho ~{\ddot {\mathbf {u} }}}
- معادلات الانفعال - الإزاحة:

{\displaystyle {\boldsymbol {\varepsilon }}={\tfrac {1}{2}}\left[{\boldsymbol {\nabla }}\mathbf {u} +({\boldsymbol {\nabla }}\mathbf {u} )^{T}\right]\,\!}
- المعادلات الأساسية.يمثل قانون هوك سلوك المادة ويربط بين مجاهيل الإجهاد والانفعال. والمعادلة العامة لقانون هوك هي:

{\displaystyle {\boldsymbol {\sigma }}={\mathsf {C}}:{\boldsymbol {\varepsilon }}\,\!}
حيث:
- {\displaystyle {\boldsymbol {\sigma }}} هو موتر الإجهاد لكوشي،
- {\displaystyle {\boldsymbol {\varepsilon }}} هو تنسور الانفعال متناهي الصغر (infinitesimal strain tensor),
- {\displaystyle \mathbf {u} } هو متجه الإزاحة
- {\displaystyle {\mathsf {C}}} هو تنسور صلابة المادة (stiffness tensor),
- {\displaystyle \mathbf {F} } هو قوة الجسم لكل وحدة حجم،
- {\displaystyle \rho } هو الكثافة أو الكتلة الحجمية (mass density),
- {\displaystyle {\boldsymbol {\nabla }}\cdot (\bullet )} هو معيار الانحراف(divergence operator),
- {\displaystyle {\boldsymbol {\nabla }}(\bullet )} يمثل معيار الميل و{\displaystyle (\bullet )^{T}} يمثل النقل،
- {\displaystyle {\ddot {\bullet }}} يمثل المشتقة الثانية بالنسبة للوقت (أي التسارع).

### نموذج الاحداثيات الديكارتي
المعادلات هي:
- معادلة الحركة:[2]

{\displaystyle \sigma _{ji,j}+F_{i}=\rho \partial _{tt}u_{i}\,\!}
- معادلات الانفعال - الإزاحة:

{\displaystyle \varepsilon _{ij}={\frac {1}{2}}(u_{j,i}+u_{i,j})\,\!}
- المعادلات الأساسية.و هذه المعادلة من قانون هوك:

{\displaystyle \sigma _{ij}=C_{ijkl}\,\varepsilon _{kl}\,\!}
حيث:
- {\displaystyle \sigma _{ij}=\sigma _{ji}\,\!} هو تنسور كوشي للإجهاد (Cauchy stress tensor),
- {\displaystyle F_{i}\,\!} هي قوة الجسم، * {\displaystyle \rho \,\!} هي الكثافة أو الكتلة الحجمية (mass density),
- {\displaystyle u_{i}\,\!} الإزاحة، * {\displaystyle C_{ijkl}\,\!} هو تنسور الصلابة (stiffness tensor)، * {\displaystyle \lambda ,\mu ,\nu ,\,\!} و{\displaystyle E\,\!} هي ثوابت للمادة، * {\displaystyle \varepsilon _{ij}=\varepsilon _{ji}\,\!} هو الانفعال، * {\displaystyle \partial _{t}\,\!} هي {\displaystyle \partial /\partial t\,\!}.

## وسائل الخواص الموحدة المتجانسة
من وسائل الخواص الموحدة ان تنسور مرن يعطينا العلاقة بين الضغوط (الناتجة من الضغوط الداخلية) والسلاسل المتكونة (التشوهات).و في الخواص الموحدة للوسط (أي هواء أو ماء الوسيط المادي) فنجد ان التنسور المرن لا يكون أي علاقة مباشرة فمثلا عند اعطائها القوة سوف لن تكون بنفس التوجه (بالنسبة لاتجاه القوة).و في حالة الخواص الموحدة فان التنسور المرن:
{\displaystyle C_{ijkl}=K\,\delta _{ij}\,\delta _{kl}+\mu \,(\delta _{ik}\delta _{jl}+\delta _{il}\delta _{jk}-\textstyle {\frac {2}{3}}\,\delta _{ij}\,\delta _{kl})\,\!}
حيث K (فقدان المقدرة) و{\displaystyle \mu \,\!} (الجمود) وهما ثابتان ويطلق عليهما معاملا المرونة، إذا كان الوسط متجانس تام، فإن معاملات المرونة (K و{\displaystyle \mu \,\!}) لن تكون مهمة للوسيط أي ان كل منهما بمقدار وحدة واحدة.
المعادلة الأساسة هي:
{\displaystyle \sigma _{ij}=K\delta _{ij}\varepsilon _{kk}+2\mu (\varepsilon _{ij}-\textstyle {\frac {1}{3}}\delta _{ij}\varepsilon _{kk})\,\!}
و يقسم هذا التعبير الرياضي إلى قسمين الايسر الذي يرافق ضغط معين، والأيمن المرافق لقوة شد معينة.و بعبارة ابسط:
{\displaystyle \sigma _{ij}=\lambda \delta _{ij}\varepsilon _{kk}+2\mu \varepsilon _{ij}\,\!}
حيث λ هي المعيار الأول أو الباروميتر الأول.
لكن المعادلة التأسيسية هي معادلة خطية.و يمكن ان تكون بشكل أكثر عمومية كالتالي:
{\displaystyle \varepsilon _{ij}={\frac {1}{9K}}\delta _{ij}\sigma _{kk}+{\frac {1}{2\mu }}\left(\sigma _{ij}-\textstyle {\frac {1}{3}}\delta _{ij}\sigma _{kk}\right)\,\!}
و هو كما ذكرنا سابقا بأن الشق الأيمن يعبر عن قوة الشد والايسر عن الضغط.و بمعادلة ابسط:
{\displaystyle \varepsilon _{ij}={\frac {1}{2\mu }}\sigma _{ij}-{\frac {\nu }{E}}\delta _{ij}\sigma _{kk}={\frac {1}{E}}[(1+\nu )\sigma _{ij}-\nu \delta _{ij}\sigma _{\,}\!}
حيث ν نسبة بواسون، و E  معامل يونغ.

### الالستوستاتيك
هي دراسة للمرونة الخطية في حالة التوازن، حيث ان محصلة القوى على جسم مرن تكون صفر، والإزاحة هنا ليست دالة الوقت. ومعادلة التوازن هي:
{\displaystyle \sigma _{ij,j}+F_{i}=0\,\!}

### صيغة الإزاحة
ان الازاحات معروفة في كل مكان على حدود الجسم. وفي هذا السياق فان الإجهاد والانفعال لن تكون مجهولة حسب قانون هوك، كما هو مبين في المعادلة التالية:
{\displaystyle {\begin{aligned}\sigma _{ij}&=\lambda \delta _{ij}\varepsilon _{kk}+2\mu \varepsilon _{ij}\\&=\lambda \delta _{ij}u_{k,k}+\mu \left(u_{i,j}+u_{j,i}\right)\\\end{aligned}}\,\!}
- اختلاف التوسعات (Differentiating yields):

{\displaystyle \sigma _{ij,j}=\lambda u_{k,ki}+\mu \left(u_{i,jj}+u_{j,ij}\right)\,\!}
- استبدال معادلة التوازن بالتوسعات:

{\displaystyle \lambda u_{k,ki}+\mu \left(u_{i,jj}+u_{j,ij}\right)+F_{i}=0\,\!}
أو
{\displaystyle \mu u_{i,jj}+(\mu +\lambda )u_{j,ij}+F_{i}=0\,\!}
حيث {\displaystyle \lambda \,\!} و{\displaystyle \mu \,\!} معايير عوجاء (Lamé parameter).

### المعادلة التوافقية الثنائية
يمكن كتابة معادلة التوازن بالشكل التالي:
{\displaystyle (\alpha ^{2}-\beta ^{2})u_{j,ij}+\beta ^{2}u_{i,mm}=-F_{i}\,\!}
و إذا فرضنا ان القوة تساوي صفر ({\displaystyle F_{i,i}=0\,\!}), فستتكون لنا المعادلة التالية:
{\displaystyle (\alpha ^{2}-\beta ^{2})u_{j,iij}+\beta ^{2}u_{i,imm}=0\,\!}
و إذا بسطنا المعادلة السابقة:
{\displaystyle \alpha ^{2}u_{j,iij}=0\,\!}
حيث نستنتج ان:
{\displaystyle u_{j,iij}=0\,\!}

### صيغة الضغط
{\displaystyle \varepsilon _{ij,km}+\varepsilon _{km,ij}-\varepsilon _{ik,jm}-\varepsilon _{jm,ik}=0\,\!}

### حلول للحالات المرنة
- نقطة القوة في الداخل لا نهائية في الخواص الموحدة.
- اتصال جسمين مرنين معا يكون تمغنط.